# The brilliant green
the brilliant green（ザ・ブリリアント・グリーン）は、日本のロックバンド。略称はブリグリ。

## 概要
作詞・ボーカルを担当する川瀬智子、作曲・アレンジおよびベース演奏を担当する奥田俊作による音楽ユニット。
1995年、京都市立紫野高等学校のクラスメイトだった奥田俊作と松井亮がライブハウスで歌っていた川瀬智子をスカウトし、京都にて結成。奥田のホームスタジオにて録音されたデモテープの完成度が業界関係者の注目を集め、1997年に全曲英語詞のシングル『Bye Bye Mr. Mug』でソニーレコードよりメジャーデビュー。
またボーカルの川瀬はバンドと並行してソロプロジェクト「Tommy february6」「Tommy heavenly6」を開始、ファッションリーダーとしても大きな支持を得る。それにともない奥田と松井もソロ活動を開始。2001年からバンドは休止と再開を繰り返すようになるが、実際は川瀬のプロジェクトに奥田と松井の2人も参加していたため、形を変えて3人での活動は継続していた。
2010年に松井が脱退、2014年には奥田がバンドのメンバーではあるものの自身は表舞台には立たず、プロデュース業に専念することを発表し、「Tommy february6」「Tommy heavenly6」と同様に実質的に川瀬のソロプロジェクトとなった。

## メンバー

### 現メンバー
- 川瀬 智子（かわせ ともこ） - 1975年2月6日生まれ（50歳）。ボーカル担当。作詞担当。Tommy february6、Tommy heavenly6としてソロ活動。本名は奥田 智子（おくだ ともこ）。
- 奥田 俊作（おくだ しゅんさく） - 1971年7月11日生まれ（53歳）。デビューから松井脱退までは原則としてベース担当。作曲・編曲・プロデュース担当。ベースのみならずシンセサイザーやギターの演奏もできるマルチプレイヤーであるため、松井脱退後はレコーディングにおいて、ギターを含む全ての楽器演奏も行っている[9]。Tommy february6、Tommy heavenly6ではMALIBU CONVERTIBLEなど複数の別名義を使用してプロデュースを担当している。

#### 楽曲提供
（作詞：川瀬智子、作曲：奥田俊作）
- AMOYAMO（全楽曲）
- 新垣結衣（「Collage」）
- さくら学院（「My Graduation Toss」）
- SAYAKA（神田沙也加）（「ever since」「Believe again」（作曲のみ））
- 戸松遥（「Oh My God」「Orange☆Smoothie」）
- Love（「せつない サミシイ 悲しいときも」「Know My Heart」）

### 元メンバー
- 松井 亮（まつい りょう） - 1972年2月11日生まれ（53歳）。ギター担当。作曲担当。meisterとしてソロ活動。2010年5月10日、一身上の都合により脱退。

#### 楽曲提供
コナミデジタルエンタテインメントのコンポーザーとして、音楽ゲーム「GuitarFreaks」と「DrumMania」にRYDER（Tim Jensenとのユニット）、millll（あさきとのユニット）名義で楽曲を提供。
- Call My Name（「GUITARFREAKS 4thMIX」「drummania 3rdMIX」／KONAMIカバー）
- in control（「GuitarFreaksV5」「DrumManiaV5」／RYDER）
- I M I（「GuitarFreaksXG」「DrumManiaXG」「GuitarFreaksV8」「DrumManiaV8」／RYDER）
- drop（「GuitarFreaksXG2」「DrumManiaXG2」「GuitarFreaksV8」「DrumManiaV8」／RYDER）
- アーリマン（「GuitarFreaksXG3」「DrumManiaXG3」／millll）
- Give Us Kiss!（「GITADORA」／sugarless sugar）
- 俺と愛とロック（「GITADORA」／millll）

## 来歴
1995年
- 2月、the brilliant green結成。

1997年
- 9月21日、全編英語歌詞のマキシシングル『Bye Bye Mr. Mug』でソニーレコードよりメジャーデビュー。

1998年
- 5月13日、3rdシングルで初の日本語歌詞の『There will be love there -愛のある場所-』をリリース[注 1]。TBS系のドラマ『ラブ・アゲイン』の主題歌に抜擢されてロングセラーとなり、オリコン1位を獲得。ダブル・プラチナを超えるヒットを記録した[5]。

2000年
- 10月1日、同じソニーミュージック系列のレーベルとして発足したデフスターレコーズへ移籍。

2001年
- 7月、ボーカルの川瀬智子のソロプロジェクト「Tommy february6」がスタート。そのため、一時的にバンドの活動を休止。

2002年
- 4月24日、「原点回帰」を詠った12枚目のシングル『Forever to me 〜終わりなき悲しみ〜』をリリースし、活動を再開。
- 12月4日、4thアルバム『THE WINTER ALBUM』をリリース後、バンドとしての活動を休止[10]。

2003年
- 2月、「Tommy february6」が再始動。
- 5月、対照的なスタイルによる「Tommy heavenly6」が始動。
- 11月22日、奥田と川瀬が入籍したことを公式サイトにて発表[11]。

2004年
- 9月、ギターの松井亮のソロプロジェクト「meister」が始動。

2007年
- 3月、川瀬のソロ・プロジェクト「Tommy heavenly6」の初の全国ツアーに、松井と奥田が参加[12]。
- 6月、バンドデビュー10周年を迎え、約4年半ぶりに活動を再開することを発表[10]。
- 8月22日、15枚目のシングル『Stand by me』をリリース（『探偵学園Q』のドラマ版主題歌）。
- 10月6日、5年ぶり[注 2]のライブを大阪・なんばHatchにて行なう[13]。
- 12月31日、『COUNTDOWN JAPAN 07/08』に初出演。

2008年
- 2月6日、17枚目のシングル『Ash Like Snow』をリリース（『機動戦士ガンダム00』のOP）。
- 2月22日、活動から11年目で初のベストアルバムを発売。3月3日付けオリコン・ウィークリー・アルバム・チャートで1位を獲得[14]。
- 9月、川瀬のソロプロジェクト「Tommy heavenly6」が1年半ぶりに活動を再開。

2009年
- 5月31日付で所属事務所の研音との契約を終了。

2010年
- 1月、レーベルをワーナーミュージック・ジャパン、所属事務所をナインティワンに移し、約2年ぶりに活動を再開することを発表[15]。
- 2月24日、17枚目のシングル『LIKE YESTERDAY』をリリース。
- 5月10日、公式サイトにて松井亮の脱退を発表[7]。
- 9月15日、新体制によるアルバム『BLACKOUT』をリリース。
- 10月31日、ワーナーミュージック・ジャパンの創立40周年を記念したライブイベント『100年MUSIC FESTIVAL』に出演[16]。

2013年
- “the brilliant green Tomoko Kawase デビュー15周年企画”と題したプロジェクトがスタート[17]。

2014年
- 2月6日、約3年半ぶりにバンドとしての活動を再開することを川瀬の誕生日にあたるこの日に公式サイトにて発表[18]。
- 4月30日、ベストアルバムを兼ねた過去の曲をアンプラグドアレンジで収録したセルフカバーアルバム『THE SWINGIN' SIXTIES』を発売することを発表。
- 6月4日、作曲担当の奥田は今後もメンバーではあるものの川瀬のソロプロジェクトと同様にthe brilliant greenの活動においても表舞台には立たず、プロデュースに専念することが公式サイトより発表された[8]。

2015年
- 4月28日、公式サイト改装に伴い前年度に立ち上げた新オフィシャルファンクラブ「TOMMY CLUB」がthe brilliant green、TommyFebrary6、Tommy Hevenly6等の世界観を表現していくカルチャーレーベルプロジェクトという形で「HOUSE OF TMY」へ改名する。

2017年
- 8月20日、東京・神宮球場で行われた『2017 神宮外苑花火大会』のライブに出演。約4年ぶりに活動を再開させる[19]。

2021年
- デビュー25周年にあたる9月21日に、ソニーミュージック時代のMV15作がYouTubeにて初公開された[20]。

## ディスコグラフィ

### シングル
|      | 発売日         | タイトル                                | 形態   | 規格品番   | 備考           | オリコン 最高位 | 収録アルバム                       |
| ---- | -------------- | --------------------------------------- | ------ | ---------- | -------------- | --------------- | ---------------------------------- |
| 1st  | 1997年09月21日 | Bye Bye Mr. Mug                         | CD     | SRCL-4058  |                | 69位            | complete single collection '97-'08 |
| 1st  | 2000年10月01日 | Bye Bye Mr. Mug                         | CD     | DFCZ-1003  |                | 69位            | complete single collection '97-'08 |
| 2nd  | 1997年12月01日 | goodbye and good luck                   | CD     | SRCL-4157  |                | 71位            | complete single collection '97-'08 |
| 2nd  | 2000年10月01日 | goodbye and good luck                   | CD     | DFCZ-1004  |                | 71位            | complete single collection '97-'08 |
| 3rd  | 1998年05月13日 | There will be love there -愛のある場所- | 8cmCD  | SRDL-4517  |                | 1位             | the brilliant green                |
| 3rd  | 2000年10月01日 | There will be love there -愛のある場所- | 8cmCD  | DFDZ-5007  |                | 1位             | the brilliant green                |
| 4th  | 1998年08月26日 | 冷たい花                                | 8cmCD  | SRDL-4541  |                | 1位             | the brilliant green                |
| 4th  | 2000年10月01日 | 冷たい花                                | 8cmCD  | DFDZ-5008  |                | 1位             | the brilliant green                |
| 5th  | 1999年01月27日 | そのスピードで                          | 8cmCD  | SRDL-4596  |                | 1位             | TERRA2001                          |
| 5th  | 2000年10月01日 | そのスピードで                          | 8cmCD  | DFDZ-5009  |                | 1位             | TERRA2001                          |
| 6th  | 1999年03月10日 | 長いため息のように                      | 8cmCD  | SRDL-4617  |                | 4位             | TERRA2001                          |
| 6th  | 2000年10月01日 | 長いため息のように                      | 8cmCD  | DFCZ-1008  |                | 4位             | TERRA2001                          |
| 7th  | 1999年08月18日 | 愛の♥愛の星                             | CD     | SRCL-4640  |                | 9位             | TERRA2001                          |
| 7th  | 2000年10月01日 | 愛の♥愛の星                             | CD     | DFDZ-5010  |                | 9位             | TERRA2001                          |
| 8th  | 1999年09月22日 | CALL MY NAME (JAPANESE VERSION)         | CD     | SRCL-4660  |                | 12位            | TERRA2001                          |
| 8th  | 2000年10月01日 | CALL MY NAME (JAPANESE VERSION)         | CD     | DFCZ-1011  |                | 12位            | TERRA2001                          |
| 9th  | 1999年12月01日 | BYE! MY BOY!                            | CD     | SRCL-4723  |                | 29位            | TERRA2001                          |
| 9th  | 2000年10月01日 | BYE! MY BOY!                            | CD     | DFCZ-1013  |                | 29位            | TERRA2001                          |
| 10th | 2000年05月31日 | Hello Another Way -それぞれの場所-      | CD     | SRCL-4835  |                | 8位             | Los Angeles                        |
| 10th | 2000年10月01日 | Hello Another Way -それぞれの場所-      | CD     | DFCZ-1019  |                | 8位             | Los Angeles                        |
| 11th | 2000年11月15日 | angel song -イヴの鐘-                   | CD     | DFCZ-1023  |                | 3位             | Los Angeles                        |
| 12th | 2002年04月24日 | Forever to me 〜終わりなき悲しみ〜      | CD     | DFCL-1066  |                | 10位            | THE WINTER ALBUM                   |
| 13th | 2002年07月31日 | Rainy days never stays                  | CD     | DFCL-1074  |                | 14位            | THE WINTER ALBUM                   |
| 14th | 2002年10月09日 | I'M SO SORRY BABY                       | CD     | DFCL-1083  |                | 15位            | THE WINTER ALBUM                   |
| 15th | 2007年08月22日 | Stand by me                             | CD+DVD | DFCL-1386  | 初回生産限定盤 | 10位            | complete single collection '97-'08 |
| 15th | 2007年08月22日 | Stand by me                             | CD     | DFCL-1388  | 通常盤         | 10位            | complete single collection '97-'08 |
| 16th | 2007年12月12日 | Enemy                                   | CD+DVD | DFCL-1410  | 初回生産限定盤 | 15位            | complete single collection '97-'08 |
| 16th | 2007年12月12日 | Enemy                                   | CD     | DFCL-1412  | 通常盤         | 15位            | complete single collection '97-'08 |
| 17th | 2008年02月06日 | Ash Like Snow                           | CD+DVD | DFCL-1438  | 初回生産限定盤 | 8位             | complete single collection '97-'08 |
| 17th | 2008年02月06日 | Ash Like Snow                           | CD     | DFCL-1440  | 通常盤         | 8位             | complete single collection '97-'08 |
| 18th | 2010年02月24日 | LIKE YESTERDAY                          | CD+DVD | WPZL-30171 | 初回生産限定盤 | 17位            | BLACKOUT                           |
| 18th | 2010年02月24日 | LIKE YESTERDAY                          | CD     | WPCL-10760 | 通常盤         | 17位            | BLACKOUT                           |
| 19th | 2010年06月30日 | Blue Daisy                              | CD+DVD | WPZL-30181 | 初回生産限定盤 | 20位            | BLACKOUT                           |
| 19th | 2010年06月30日 | Blue Daisy                              | CD     | WPCL-10781 | 通常盤         | 20位            | BLACKOUT                           |
| 20th | 2010年08月18日 | I Just Can't Breathe...                 | CD+DVD | WPZL-30208 | 初回生産限定盤 | 33位            | BLACKOUT                           |
| 20th | 2010年08月18日 | I Just Can't Breathe...                 | CD     | WPCL-10844 | 通常盤         | 33位            | BLACKOUT                           |

### アルバム

#### オリジナルアルバム
|     | 発売日         | タイトル            | 形態   | 規格品番   | 備考           | オリコン 最高位 |
| --- | -------------- | ------------------- | ------ | ---------- | -------------- | --------------- |
| 1st | 1998年09月19日 | the brilliant green | CD     | SRCL-4368  |                | 2位             |
| 1st | 2000年10月01日 | the brilliant green | CD     | DFCZ-1006  |                | 2位             |
| 2nd | 1999年09月08日 | TERRA2001           | CD     | SRCL-4600  |                | 2位             |
| 2nd | 2000年10月01日 | TERRA2001           | CD     | DFCZ-1010  |                | 2位             |
| 3rd | 2001年01月01日 | Los Angeles         | CD     | DFCZ-1026  |                | 2位             |
| 3rd | 2001年01月01日 | Los Angeles         | LP     | DFJZ-6002  |                | 2位             |
| 3rd | 2002年04月24日 | Los Angeles         | SACD   | DFGL-9051  |                | 2位             |
| 4th | 2002年12月04日 | THE WINTER ALBUM    | CD     | DFCL-1087  |                | 6位             |
| 5th | 2010年09月15日 | BLACKOUT            | CD+DVD | WPZL-30217 | 初回生産限定盤 | 16位            |
| 5th | 2010年09月15日 | BLACKOUT            | CD     | WPCL-10861 | 通常盤         | 16位            |

#### ベストアルバム
|     | 発売日         | タイトル                           | 形態        | 規格品番   | 備考           | オリコン 最高位 |
| --- | -------------- | ---------------------------------- | ----------- | ---------- | -------------- | --------------- |
| 1st | 2008年02月20日 | complete single collection '97-'08 | CD+DVD      | DFCL-1441  | 初回生産限定盤 | 1位             |
| 1st | 2008年02月20日 | complete single collection '97-'08 | CD          | DFCL-1443  | 通常盤         | 1位             |
| 1st | 2009年09月02日 | complete single collection '97-'08 | Blu-spec CD | DFCL-20009 |                | 1位             |

#### カバーアルバム
|     | 発売日         | タイトル             | 形態 | 規格品番    | 備考                        | オリコン 最高位 |
| --- | -------------- | -------------------- | ---- | ----------- | --------------------------- | --------------- |
| 1st | 2014年07月23日 | THE SWINGIN' SIXTIES | CD   | WPCL-11718X | 初回限定7inchジャケット仕様 | 18位            |
| 1st | 2014年07月23日 | THE SWINGIN' SIXTIES | CD   | WPCL-11718  |                             | 18位            |

## タイアップ一覧
| 使用年 | 曲名                                    | タイアップ                                                                              |
| ------ | --------------------------------------- | --------------------------------------------------------------------------------------- |
| 1997年 | goodbye and good luck                   | 『劇団キャラメルボックスクリスマス公演』エンディングテーマ                              |
| 1998年 | Bye Bye Mr. Mug                         | フジテレビ系『さるしばい』エンディングテーマ                                            |
| 1998年 | There will be love there -愛のある場所- | TBS系ドラマ『ラブ・アゲイン』主題歌                                                     |
| 1998年 | You & I                                 | ミリオンカード CMソング                                                                 |
| 1998年 | 冷たい花                                | TBS系『COUNT DOWN TV』1998年8・9月度オープニングテーマ                                  |
| 1999年 | そのスピードで                          | フジテレビ系 月9ドラマ『Over Time-オーバー・タイム』主題歌                              |
| 1999年 | 長いため息のように                      | フジテレビ系 月9ドラマ『Over Time-オーバー・タイム』挿入歌                              |
| 1999年 | 愛の♥愛の星                             | TBS系『COUNT DOWN TV』1999年8・9月度オープニングテーマ                                  |
| 1999年 | 愛の♥愛の星                             | ダイドードリンコ「ミスティオ」CMソング                                                  |
| 1999年 | CALL MY NAME (JAPANESE VERSION)         | NHK総合『ポップジャム』エンディングテーマ                                               |
| 2000年 | Hello Another Way -それぞれの場所-      | JAL「ACTIVE北海道 2000」CMソング                                                        |
| 2000年 | angel song -イヴの鐘-                   | TBS系 金曜ドラマ『真夏のメリークリスマス』主題歌                                        |
| 2000年 | ヒドイ雨                                | ABCテレビ『ガラスの地球を救え』2000年12月・2001年1月キャンペーンイメージソング          |
| 2001年 | IT'S UP TO YOU!                         | テレビ東京系アニメ『パワーパフガールズ』前期オープニングテーマ（第1話 - 第12話）        |
| 2002年 | Forever to me 〜終わりなき悲しみ〜      | テレビ朝日系 木曜ドラマ『眠れぬ夜を抱いて』主題歌                                       |
| 2002年 | I'M SO SORRY BABY                       | 東芝「au向け携帯電話 A5301T」CMソング                                                   |
| 2007年 | Stand by me                             | 日本テレビ系 火曜ドラマ『探偵学園Q』エンディングテーマ                                  |
| 2007年 | Stand by me                             | 毎日放送『VERITà -ベリータ-』2007年8月エンディングテーマ                                |
| 2008年 | Ash Like Snow                           | MBS・TBS系アニメ『機動戦士ガンダム00』1stシーズン オープニングテーマ（第14話 - 第25話） |
| 2010年 | Blue Daisy                              | TBS系『ツボ娘』エンディングテーマ                                                       |
| 2010年 | I Just Can't Breathe...                 | 岩手めんこいテレビ『BEATNIKS』エンディングテーマ                                        |
| 2014年 | A Little World                          | ハウステンボス「秋の光の王国」CMソング                                                  |
| 2016年 | There will be love there -愛のある場所- | UHFアニメ『ReLIFE』第9話エンディングテーマ                                              |
| 2021年 | そのスピードで                          | テレビ東京系『有吉ぃぃeeeee!そうだ!今からお前んチでゲームしない?』10月度勝手にEDテーマ  |